# Nicolas de Clémanges
Nicolas de Clémanges (sinonímia: Mathieu-Nicolas Poillevillain de Clémanges, Nicolas Coleçon Poillevillain, Nicolaus de Clamengiis) (Champagne, 1362 - Paris, 1437), foi um humanista, teólogo e reitor francês.

## Biografia
Estudou no Colégio de Navarra, na Universidade de Paris, e em 1380 recebeu o grau de Licenciatura e mais tarde o de Mestre de Artes.  Estudou teologia com Jean Gerson (1363-1429) e Pierre d'Ailly, e recebeu o grau de Bacharel em Teologia em 1393.
Começou a dar aulas na universidade em 1391 e foi nomeado seu reitor em 1393, uma posição que ele exerceu até 1395.  A Igreja na época estava conturbada por causa do Grande Cisma do Ocidente, e foram propostos três métodos para o restabelecimento da paz: o compromisso, a concessão e um concílio geral.
De 1380 a 1394 a Universidade de Paris se colocou em defesa de um concílio geral.  Em 1394 uma outra tendência foi manifesta: tanto Bonifácio IX quanto o Papa Clemente VII foram considerados responsáveis pela continuação do cisma, e a renúncia deles era uma premissa para a obtenção da paz.  Para esse fim uma carta foi escrita ao rei Carlos VI e assinada por três dos mestres mais eruditos da universidade: d'Ailly, Clémanges e Gilles de Champs.  Des Champs e d'Ailly prepararam o contexto, ao qual Clémanges decorou com a elegância do estilo de Cícero.  A carta não foi bem sucedida, e a universidade foi sugerida que se abstivesse nas discussões subsequentes.
Clémanges, forçado a renunciar ao reitorado da universidade, tornou-se então canonista e deão de São Clodoaldo em 1395, e mais tarde canonista e tesoureiro de Langres.  O antipapa Benedito XIII, que era admirador do seu estilo latino, o nomeou seu secretário em 13 de novembro de 1397.  Vítima de uma epidemia, abandona a cúria e no verão de 1398 e retorna para Langres, onde lhe tinha sido prometido um cargo de tesoureiro do capítulo, prebenda que lhe valeu um longo processo por parte do reitor. Permaneceu em Avinhão até fevereiro de 1408, quando abandona o papa por causa de seus atritos com Carlos VI, e também devido às acusações de haver colaborado para a redação da bula de excomunhão do rei em maio de 1407, perdendo todos os seus benefícios.
Nicolau retirou-se então para um monastério cartuxo de Valprofonde, e mais tarde para o mosteiro agostiniano de Fontaine-au-Bois.  Durante esses isolamentos de paz e reflexão, ele escreveu seus melhores tratados: De Fructu eremi (dedicado a Pierre d'Ailly), De Fructu rerum adversarum, De novis festivitatibus non instituendis, e De studio theologico, onde no último trabalho ele faz questão de mostrar o seu descontentamento com o método escolástico da filosofia.
Em 1412, voltou a Langres, e foi nomeado arquidiácono de Bayeux.  Sua voz foi ouvida sucessivamente no Concílio de Constança (1414) e muito provavelmente recusou o cargo de secretário de Martinho V.  Em 1421 encontra-se em Chartres, onde ele defendeu a liberdade da Igreja Gálica.  Em 1425, ele estava ensinando retórica e teologia no Colégio de Navarra, cargo que ele exerceu até a sua morte.
A Clémanges é também atribuído a autoria da obra De corrupto Ecclesiae statu (A corrupção do estado eclesiástico), editada pela primeira vez por Konrad Cordatus (1480-1546) (possivelmente em colaboração com Ulrich von Hutten), em 1513, tratando-se de um violento ataque à moralidade e à disciplina da Igreja contemporânea; daí, ele é algumas vezes considerado um Reformador do estilo de Wyclif e Hus.  Franz Schubert, todavia, em sua obra: Ist Nicolaus von Clémanges der Verfasser des Buches De corrupto Ecclesiae statu? (É Nicolau de Clémanges o autor da obra De corrupto Ecclesiae statu?, Grossenhain, 1882; Leipzig, 1888), mostra que, embora contemporâneo, Clémanges não é o autor dessa obra.
O exame de um manuscrito de Paris, datado do período de 1415-1418, e que pertenceu a Nicolas de Clamanges (contendo também a Saturnália de Macrobius), mostra que Nicolas conhecia o grego: pois ele acrescentou de lado um grande número de citações em grego nos espaços que foram deixados em branco pelo texto em latim. O grego é escrito corretamente (com exceção de alguns erros), com estilos e flexões, porém com escrito com firmeza.  O estilo da sua grafia se assemelha à de Poggio Bracciolini, o que nos faz pensar que Nicolas estudou grego com o humanista italiano durante o Concílio de Constança.  Este é um exemplo interessante (com prova baseada em documentação) de um professor da Universidade de Paris que conhecia o grego na primeira metade do século XV.
Suas obras foram editadas em dois volumes por Johannes Martin Lydius (1577-1643), ministro protestante em Frankfurt (Leiden, 1613). Suas cartas foram publicadas no livro Spicilegium de Luc d'Achery (1609-1685), Volume I.

## Obras
- De Fructu eremi (dedicado a Pierre d'Ailly)
- De Fructu rerum adversarum
- De novis festivitatibus non instituendis
- De studio theologico
- De ruina et reparacione Ecclesie (tratado sobre os abusos e truculências da Igreja na sua época).  Esta obra foi traduzida em 1564, dentro do contexto da Reforma Protestante por Jean Crespin (1520-1572)[10], em Genebra, e colocado na Lista de livros proibidos da Igreja Católica.